# Hotel Drezdeński w Warszawie
Hotel Drezdeński w Warszawie (Hôtel de Dresde, Дрезденская Гостиница) – hotel funkcjonujący w latach 1808–1914 w Warszawie w pałacu Pod Czterema Wiatrami Stanisława Kleinpolta z 1680 oraz w dobudowanej do niego kamienicy Teppera z 1769 przy ul. Długiej 38/40 (ówcześnie 556).